# Râul Arcaș
Râul Arcaș este un curs de apă, afluent al râului Mielușel. 